# Pactum de palmario
Ein pactum de palmario (auch: Siegesprämie, Siegespreis) ist eine Erfolgsprämie, die in einigen Ländern zusätzlich zum normalen Honorar (Basishonorar) eines Rechtsanwaltes zulässigerweise vereinbart werden darf. Es handelt sich dabei nicht um ein reines Erfolgshonorar (pactum de quota litis), welches mit dem Stand bzw. der Ausübung des Berufes der Rechtsanwälte teilweise als nicht vereinbar angesehen wird.

## Namensherleitung
Die Bezeichnung pactum de palmario soll auf den antiken Brauch zurückzuführen sein, nach welchem dem Sieger eines Wettstreites ein „Siegespreis“ (palmarium) zustehe.

## Zulässigkeit der Vereinbarung
In Frankreich ist das pactum de palmario grundsätzlich eine zulässige Vereinbarung, ebenso in Italien und unter gewissen Bedingungen auch in Deutschland (§ 4a) und (strittig) in Österreich bzw. bislang gerichtlich noch nicht geklärt in Liechtenstein.
Nach Rechtsansicht des Schweizerischen Bundesgerichts (BG) muss sich das grundsätzlich zulässige pactum de palmario in gewissen Grenzen bewegen. Als solche Grenzen wurden vom Bundesgericht festgelegt:
1. der Rechtsanwalt muss unabhängig vom Ausgang des Verfahrens ein Honorar erzielen, welches nicht nur seine Selbstkosten deckt, sondern ihm auch einen angemessenen Gewinn ermöglicht;
2. die vom Erfolg abhängige Honorarkomponente darf im Verhältnis zum in jedem Fall geschuldeten Honorar nicht so hoch sein, dass die Unabhängigkeit des Anwalts beeinträchtigt ist und die Gefahr einer Übervorteilung besteht;[8]
3. Der Abschluss eines pactum de palmario muss zwingend zu Beginn des Mandatsverhältnisses oder nach Beendigung des Rechtsstreits abgeschlossen werden, nicht aber während des laufenden Mandats.[9]